# Wilhelm Kreuz
Wilhelm Kreuz (29 de maio de 1949) é um ex-futebolista austríaco.

## Carreira
Wilhelm Kreuz competiu na Copa do Mundo FIFA de 1978, sediada na Argentina, na qual a seleção de seu país terminou na sétima colocação dentre os 16 participantes.